# ベラセビン
ベラセビン(Veracevine)は、Schoenocaulon officinaleの種子で生じるアルカロイドである。獣医学における殺虫剤として用いられる。